# Хилокатальпа ташкентская
Хилокатальпа ташкентская (лат. ×Chitalpa tashkentensis) — единственный вид гибридного рода ×Chitalpa T.S.Elias & Wisura семейства Bignoniaceae — Бигнониевые.

## История
Гибрид получен с помощью перекрёстного опыления хилопсиса линейного (Chilopsis linearis) и катальпы бигнониевидной (Catalpa bignonioides) в 1964 году ботаником Николаем Фёдоровичем Русановым в ботаническом саду Ташкента. В 1977 году Роберт Хебб привёз черенки Хилокатальпы в Нью-Йоркский ботанический сад. Название ×Chitalpa tashkentensis было зарегистрировано в 1991 году.
Всего было получено 7 сортов — пять с розовыми цветками и два с белыми.

## Описание
Крупный кустарник. Сочетает в себе декоративные свойства Chilopsis linearis с устойчивостью Catalpa bignonioides.
Хилокатальпа ташкентская имеет высокую декоративную ценность и цветёт в Узбекистане с апреля до первых заморозков. В Центральной Азии может достигать 4-6 метров в высоту и до 8 метров в диаметре.
Кора тонкая, серо-коричневая. Листья тёмно-зелёные, ланцетовидные, длиной до 22 сантиметров и шириной от 4 до 5 сантиметров.
Цветы собраны в метельчатые соцветия, от 12 до 20 сантиметров в длину. Венчики розовые (у сорта 'Pink Dawn') или белые (у сорта 'Morning Cloud').

## Сорта

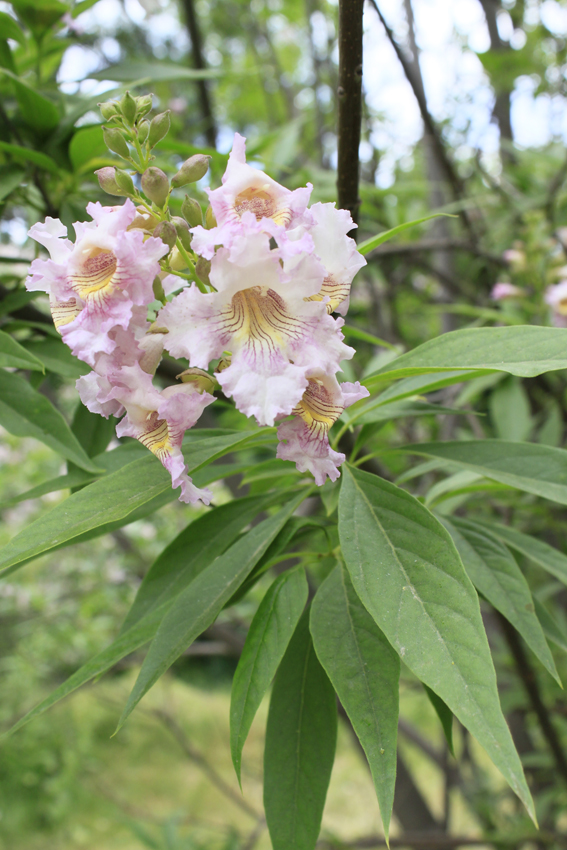
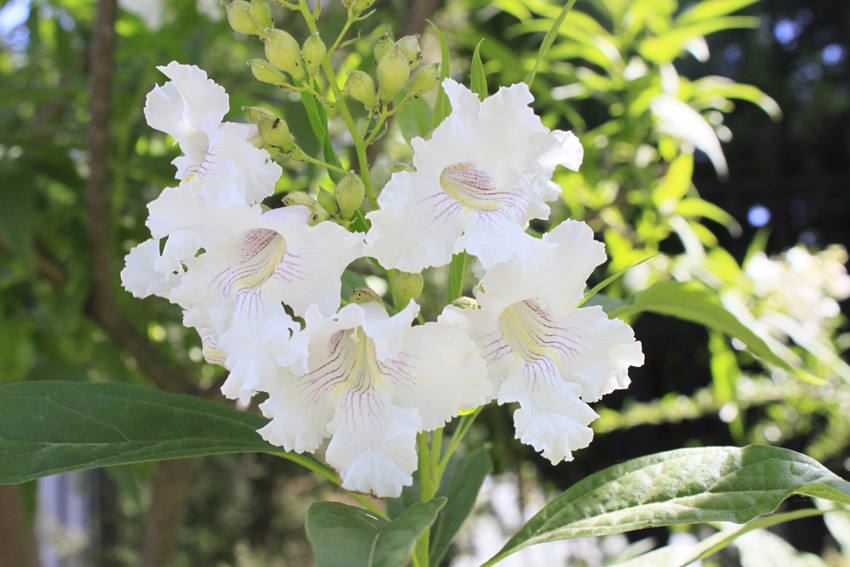
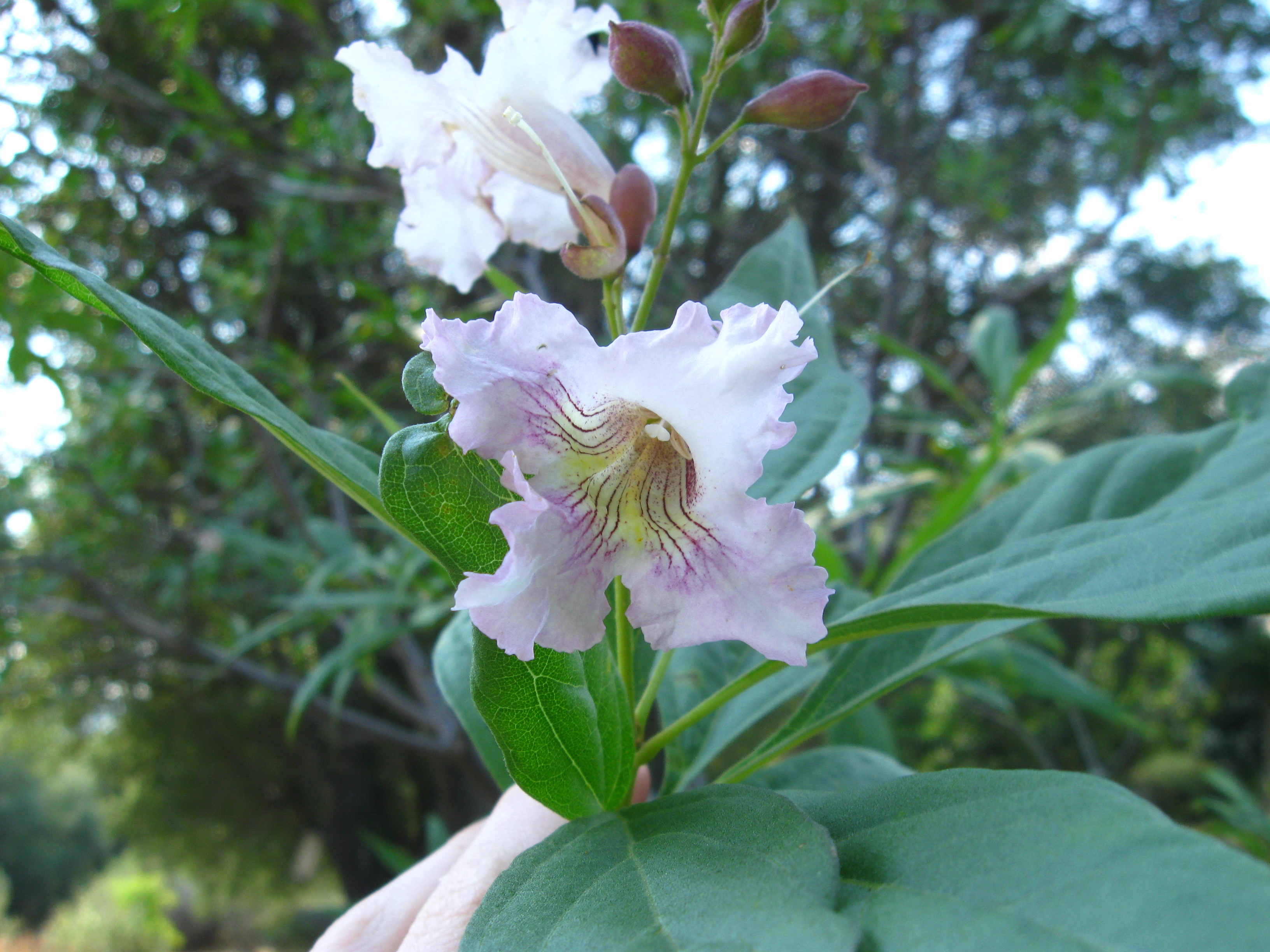

- ×Chitalpa tashkentensis 'Pink Dawn' ('Розовый рассвет')[3]
- ×Chitalpa tashkentensis 'Morning Cloud' ('Утренний туман')[4]
- ×Chitalpa tashkentensis 'White Cloud' ('Белый туман')
- ×Chitalpa tashkentensis 'Summer Bells' ('Летние колокольчики')[5]

- ×Chitalpa tashkentensis 'Pink Dawn'
- ×Chitalpa tashkentensis 'Morning Cloud'
- ×Chitalpa tashkentensis 'White Cloud'